# Martil
Martil ( en espagnol : Río Martín, en Arabe مارتيل) est une cité balnéaire marocaine située au nord-est de Tétouan, au bord de la mer Méditerranée, dans la région de Tanger-Tétouan-Al Hoceïma.
Alors qu'elle faisait partie de la province de Tétouan, elle a été rattachée à la préfecture de M'diq-Fnideq depuis 2010.

## Personnalités
- Meki Megara (1933-2009), peintre et lithographe, a vécu à Martil.